# Pàgina
Una pàgina o plana és cadascuna de les cares del paper d'una obra que contingui més d'un full, com ara un dossier o un llibre, més enllà de la coberta. És convenció numerar les pàgines per facilitar la localització de la informació, de manera que les pàgines en un sentit sempre tenen numeració imparella i el seu revers numeració parella.
Segons el sentit d'escriptura de les llengües, tenen més visibilitat les pàgines parells o imparells, fet que provoca que els llibres comencin els capítols per la primera pàgina imparell en el cas de les llengües que es llegeixen d'esquerra a dreta i a la inversa si l'idioma es llegeix de dreta a esquerra. Una altra conseqüència és que les pàgines més visibles tenen més valor econòmic a les publicacions com per exemple un diari, que cobra més cars els anuncis inserits a les pàgines amb lectors potencials.
La pàgina actua també com a unitat de tipografia, de manera que marca la presentació de l'escrit, sigui imprès o no. Així, es distribueixen els marges als extrems de la pàgina, per centrar el text i que sigui llegible, a banda de marcar amb altres signes de puntuació la distribució dels paràgrafs, especialment amb l'espai tipogràfic.
Abans d'existir els folis discontinus, quan la lectura es feia en rotlles de pergamí o papir, no tenia sentit el concepte de pàgina, que està per tant fortament lligat a l'aparició del paper, encara que es faci servir el terme per a diferents materials o fins i tot per divisions en altres formats (d'on prové per exemple el terme pàgina web).